# Tracy Chapman

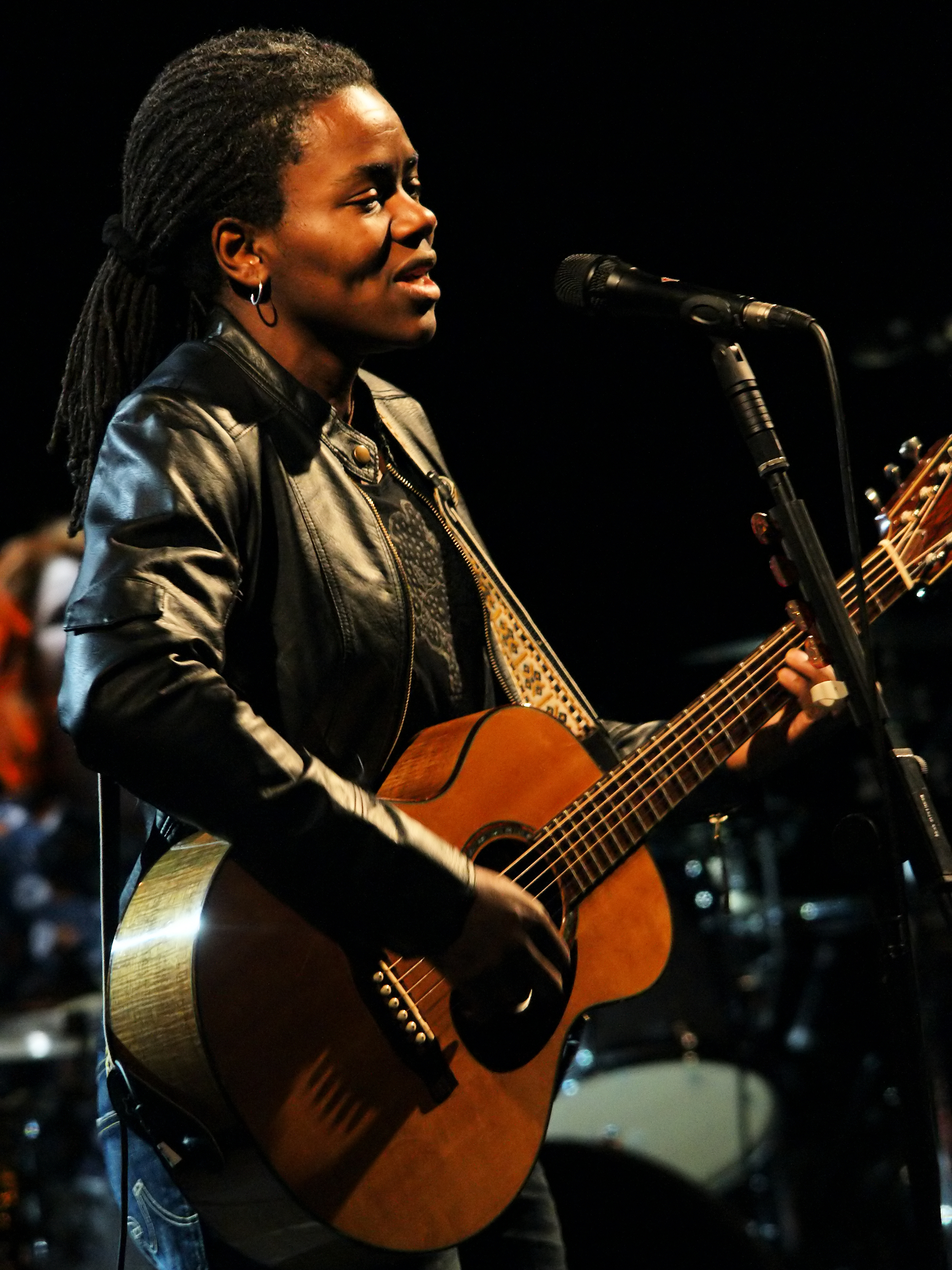
Tracy Chapman, 2009

Tracy Chapman (* 30. März 1964 in Cleveland, Ohio) ist eine US-amerikanische Singer-Songwriterin und Gitarristin. Sie gewann vier Grammys, einen American Music Award, zwei BRIT Awards sowie 2023 als erste Schwarze den Country Music Association Award für den besten Song.

## Leben und Werk
Schon als Kind lernte Chapman Gitarre und Klavier spielen und schrieb erste Songs. Als Teenager machte sie Straßenmusik. Mit Hilfe eines Stipendiums absolvierte sie eine Privatschule in Connecticut und studierte anschließend, ebenfalls dank eines Stipendiums, an der privaten Tufts University Anthropologie und African American studies. Zu dieser Zeit nahm sie ihre ersten Demos auf. Der Vater des späteren Filmemachers Brian Koppelman, damals ein Kommilitone von Chapman, arbeitete in der Plattenindustrie, und so erhielt sie 1987 einen Plattenvertrag bei Elektra Records.
Bekannt wurde Chapman durch ihren doppelten Auftritt beim Nelson Mandela 70th Birthday Tribute Concert (zum 70. Geburtstag des südafrikanischen Freiheitskämpfers) am 11. Juni 1988 im Wembley-Stadion in London, kurz nach der Veröffentlichung ihres Debütalbums. Da Stevie Wonder wegen technischer Probleme seinen Auftritt abbrechen musste, wurde sie vom Veranstalter gebeten, ein zweites Mal auf die Bühne zu gehen, um die entstandene Pause solo mit der akustischen Gitarre zu überbrücken. Durch die weltweite Übertragung des Konzerts wurde sie auch einem Publikum außerhalb der Vereinigten Staaten bekannt. Im selben Jahr ging sie mit Peter Gabriel, Bruce Springsteen, Sting und Youssou N’Dour für Amnesty International auf die Tournee Human Rights Now!. 
1989 veröffentlichte sie ihr zweites Album, Crossroads, das ihr eine weitere Grammy-Nominierung für das beste zeitgenössische Folk-Album einbrachte. Ihr drittes Album, Matters of the Heart, folgte im Jahr 1992.
Ihr viertes Album, New Beginning, wurde 1995 veröffentlicht und wurde ein weiterer weltweiter Erfolg. Es wurde von der RIAA mit 5× Platin ausgezeichnet und brachte die Hitsingle "Give Me One Reason" hervor, die ihr den Grammy Award für den besten Rocksong einbrachte. Fünf Jahre vergingen bis zur Veröffentlichung ihres fünften Albums, Telling Stories (2000). Let It Rain und Where You Live folgten 2002 bzw. 2005.
Ab 4. Juli 2008 arbeitete sie zusammen mit dem US-amerikanischen Produzenten Larry Klein an ihrem achten Album Our Bright Future, das am 7. November desselben Jahres erschien und bestritt, ebenfalls im November, eine Europatournee.
Chapman führte Ben E. Kings Stand by Me in einer der letzten Episoden der Late Show mit David Letterman im April 2015 auf. Die Aufführung wurde zu einem viralen Hit und stand im Mittelpunkt verschiedener Nachrichtenartikel, darunter einige von Billboard und The Huffington Post.
Am 20. November 2015 veröffentlichte Chapman das Album Greatest Hits, bestehend aus 18 Tracks, darunter die Live-Version von Stand by Me; das Album ist Chapmans erste globale Kompilationsveröffentlichung.
Im Oktober 2018 verklagte Chapman die Rapperin Nicki Minaj wegen Urheberrechtsverletzung, weil Minaj ihren Song Baby Can I Hold You unerlaubt gesampelt habe. Chapman beantragte in ihrer Klage eine einstweilige Verfügung, um Minaj daran zu hindern, den Song Sorry zu veröffentlichen. Sie erklärte, sie habe „wiederholt verweigert“, dass Baby Can I Hold You gesampelt werden dürfe.
Für ihre meist sparsam instrumentierten Stücke mit sozialkritischen Texten im Folk-Rock-Stil erhielt sie zahlreiche Preise und Auszeichnungen. Chapmans Lieder handeln häufig von der Trostlosigkeit des Alltags, sozialen Problemen und der Kehrseite des American Dream, etwa im Song Fast Car. Mitte der 1990er Jahre hatte sie eine Beziehung mit Alice Walker.

## Soziales Engagement
Chapman ist eine politisch und sozial aktive Musikerin. In einem Interview mit dem amerikanischen Radiosender NPR aus dem Jahr 2009 sagte sie: „Ich werde von vielen Organisationen und Menschen angesprochen, die wollen, dass ich ihre verschiedenen wohltätigen Bemühungen in irgendeiner Weise unterstütze. Ich schaue mir diese Anfragen an und versuche im Grunde genommen, das zu tun, was ich kann. Und ich habe bestimmte eigene Interessen, in der Regel ein Interesse an den Menschenrechten“. Sie tritt bei zahlreichen sozial engagierten Veranstaltungen auf.
1988 trat sie in London im Rahmen einer weltweiten Konzerttournee anlässlich des 40. Jahrestags der Allgemeinen Erklärung der Menschenrechte mit Amnesty International auf. Im selben Jahr spielte sie auch beim Nelson Mandela 70th Birthday Tribute auf, einer Veranstaltung, die Geld für Südafrikas Anti-Apartheid-Bewegung und für Kinderhilfswerke sammelte. Im Jahr 2004 trat Chapman bei der Veranstaltung AIDS/LifeCycle auf.
Chapman erhielt 1997 die Ehrendoktorwürde der Saint Xavier University in Chicago. 2004 wurde Chapman in Anerkennung ihres sozialen Engagements von ihrer Alma Mater, der Tufts University, die Ehrendoktorwürde verliehen.

## Diskografie
Studioalben

| Jahr | Titel                | Höchstplatzierung, Gesamtwochen, AuszeichnungChartplatzierungen (Jahr, Titel, Platzierungen, Wochen, Auszeichnungen, Anmerkungen) | Höchstplatzierung, Gesamtwochen, AuszeichnungChartplatzierungen (Jahr, Titel, Platzierungen, Wochen, Auszeichnungen, Anmerkungen) | Höchstplatzierung, Gesamtwochen, AuszeichnungChartplatzierungen (Jahr, Titel, Platzierungen, Wochen, Auszeichnungen, Anmerkungen) | Höchstplatzierung, Gesamtwochen, AuszeichnungChartplatzierungen (Jahr, Titel, Platzierungen, Wochen, Auszeichnungen, Anmerkungen) | Höchstplatzierung, Gesamtwochen, AuszeichnungChartplatzierungen (Jahr, Titel, Platzierungen, Wochen, Auszeichnungen, Anmerkungen) | Anmerkungen                                                    |
| Jahr | Titel                | DE | AT | CH | UK | US | Anmerkungen                                                    |
| ---- | -------------------- | --- | --- | --- | --- | --- | -------------------------------------------------------------- |
| 1988 | Tracy Chapman        | DE1 ×9Neunfachgold · (95 Wo.)DE                                                                                                   | AT1 ×2Doppelplatin · (76 Wo.)AT                                                                                                   | CH1 ×4Vierfachplatin · (49 Wo.)CH                                                                                                 | UK1 ×9Neunfachplatin · (292 Wo.)UK                                                                                                | US1 ×6Sechsfachplatin · (63 Wo.)US                                                                                                | Erstveröffentlichung: 1. April 1988 Verkäufe: + 20.000.000     |
| 1989 | Crossroads           | DE1 ×2Doppelplatin · (38 Wo.)DE                                                                                                   | AT3 Platin · (26 Wo.)AT | CH2 ×2Doppelplatin · (27 Wo.)CH                                                                                                   | UK1 Platin · (16 Wo.)UK | US9 Platin · (26 Wo.)US | Erstveröffentlichung: 29. September 1989 Verkäufe: + 3.860.906 |
| 1992 | Matters of the Heart | DE13 (20 Wo.)DE | AT11 (16 Wo.)AT | CH10 Gold · (17 Wo.)CH | UK19 (3 Wo.)UK | US53 Gold · (11 Wo.)US | Erstveröffentlichung: 27. April 1992 Verkäufe: + 560.000       |
| 1995 | New Beginning        | DE60 Gold · (10 Wo.)DE | AT9 Gold · (16 Wo.)AT | CH22 (11 Wo.)CH | UK— SilberUK | US4 ×5Fünffachplatin · (95 Wo.)US                                                                                                 | Erstveröffentlichung: 14. November 1995 Verkäufe: + 6.285.000  |
| 2000 | Telling Stories      | DE5 Gold · (21 Wo.)DE | AT5 Gold · (20 Wo.)AT | CH2 Gold · (31 Wo.)CH | UK85 (3 Wo.)UK | US33 Gold · (22 Wo.)US | Erstveröffentlichung: 14. Februar 2000 Verkäufe: + 907.500     |
| 2002 | Let It Rain          | DE15 (12 Wo.)DE | AT6 Gold · (20 Wo.)AT | CH4 Gold · (22 Wo.)CH | UK36 Silber · (3 Wo.)UK | US25 (9 Wo.)US | Erstveröffentlichung: 11. Oktober 2002 Verkäufe: + 300.000     |
| 2005 | Where You Live       | DE12 (7 Wo.)DE | AT7 (7 Wo.)AT | CH4 Gold · (16 Wo.)CH | UK43 (2 Wo.)UK | US49 (8 Wo.)US | Erstveröffentlichung: 9. September 2005 Verkäufe: + 95.000     |
| 2008 | Our Bright Future    | DE28 (8 Wo.)DE | AT23 (7 Wo.)AT | CH9 Gold · (21 Wo.)CH | UK75 (1 Wo.)UK | US57 (2 Wo.)US | Erstveröffentlichung: 7. November 2008 Verkäufe: + 215.000     |

## Auszeichnungen
Im Lauf ihrer Karriere wurde Chapman mit vier Grammy Awards ausgezeichnet. Drei davon wurden ihr bei den Grammy Awards 1989 zuteil, und zwar der Preis für die beste zeitgenössische Folk-Aufnahme für das Album Tracy Chapman, derjenige für die beste weibliche Gesangsdarbietung für den Song Fast Car sowie die Auszeichnung als beste neue Künstlerin. Bei den Grammy Awards 1997 erhielt ihr Lied Give Me One Reason den Grammy für den besten Rocksong.
Zudem wurde sie mit einem American Music Award (1989), zwei BRIT Awards, drei Boston Music Awards (1989) und vier Bammy Awards ausgezeichnet.
2023 erhielt sie für Fast Car bei den Country Music Association Awards den Preis für den besten Song, nachdem der Country-Musiker Luke Combs eine Coverversion des Liedes veröffentlicht hatte. Chapman ist damit die erste in dieser Kategorie ausgezeichnete Person afroamerikanischer Herkunft in der 57-jährigen Geschichte der CMA Awards. Combs erhielt für seine Version des Stücks den Preis für die beste Single.